# Base Naval da Baía de Guantánamo
A Base Naval da Baía de Guantánamo (em inglês Guantanamo Bay Naval Base, também referido como GTMO, que é o código do campo de pouso local) ocupa cerca de 117 km² da costa da República de Cuba (na província de Guantánamo). Esta base naval norte-americana foi alugada em 1903 aos Estados Unidos da América por um acordo entre os dois países, assinado pelo então presidente dos Estados Unidos, Theodore Roosevelt, e o presidente de Cuba, Tomás Estrada Palma, pelo valor de 4 085 dólares.
Desde a Revolução Cubana de 1959, o governo cubano tem protestado regularmente contra a presença dos EUA em solo cubano, considerando-a ilegal segundo o direito internacional, e alegando que a base foi imposta a Cuba pela força. 

## Prisão de Guantánamo
Desde 2001, os Estados Unidos utilizam a referida base (Prisão de Guantánamo) para deter prisioneiros terroristas.
Os números de Guantánamo, de acordo com fontes relacionadas a direitos humanos e constitucionais, chega a cerca de 660 prisioneiros vindos de 43 diferentes países (sendo, em sua maioria, do Afeganistão e Iraque). Houve diversas denúncias de casos de tortura de prisioneiros pelos militares americanos e de violação das Convenções de Genebra. Além disso, a ONG Centro para os Direitos Constitucionais informa que existem presos com idades que variam de 13 a 80 anos.